# Sätila distrikt
Sätila distrikt är ett distrikt i Marks kommun och Västra Götalands län. 
Distriktet ligger väster om Kinna. 

## Tidigare administrativ tillhörighet
Distriktet inrättades 2016 och utgörs av socknen Sätila i Marks kommun.
Området motsvarar den omfattning Sätila församling hade vid årsskiftet 1999/2000.